# La Ilustración de la Mujer
La Ilustración de la Mujer fue una revista publicada en la ciudad española de Madrid entre 1873 y, al menos, 1877.

## Historia
Editada en Madrid entre marzo de 1873 y, al menos, junio de 1877, fundada por la escritora y periodista Concepción Gimeno de Flaquer. Según la revista los beneficios se invertían en la creación de escuelas para niñas. La publicación defendía la educación y aspectos de carácter social, y en ella se empezaba a intuir planteamientos feministas, pero sin suponer ningún tipo de ruptura con lo anterior. Algunos artículos en la revista supusieron «la denuncia más clara de la educación tradicional de la mujer» de la época.
En ella colaboraron las escritoras Matilde Cherner y Sofía Tartilán —también directora de la publicación—, entre otras escritoras de la época, además de autores masculinos.
Incluía contenidos literarios, como narraciones cortas y poemas, así como traducciones, bibliografía, biografías de mujeres célebres, artículos de historia y una revista de teatro. En su última página incluía anuncios comerciales